# Sonja Pungertnik
Sonja Pungertnik, slovenska radijska voditeljica in borka za enakost slepih, * 1972.
Sonja Pungertnik dela na Radiu Ognjišče, kjer vodi oddajo Luč v temi. Leta 2015 je bila izbrana za Slovenko leta za leto 2014